# Військово-морський ліцей
Військово-морський ліцей — заклад спеціалізованої освіти України, різновид військового ліцею, який забезпечує здобуття освіти військово-морського профілю для осіб з 13 років одночасно зі здобуттям базової та/або профільної середньої освіти.
Військово-морський ліцей може одночасно бути ліцеєм з посиленою військово-фізичною підготовкою, наприклад Ізмаїльський військово-морський ліцей.

## Військово-морські ліцеї України
- Військово-морський ліцей імені віце-адмірала Володимира Безкоровайного (Одеса)
- Ізмаїльський військово-морський ліцей з посиленою військово-фізичною підготовкою (Ізмаїл)